# Canção Patriótica do Império Coreano
A Canção Patriótica do Império Coreano (대한제국 애국가(大韓帝國 愛國歌)) era o hino nacional do Império Coreano, usado no início do século XX. Foi o primeiro hino nacional de um Estado unificado na Coreia.

## História
O hino foi encomendado pela primeira vez pelo imperador Gojong em 1901 e apresentado ao tribunal coreano em 1 de Julho de 1902, pelo compositor alemão Franz Eckert, que passou a ser o diretor da banda militar do Império Coreano, na época. Foi publicado na Alemanha em cinco idiomas diferentes (coreano, alemão, inglês, chinês e francês) e foi apresentada pela primeira vez em 9 de setembro de 1902, durante a cerimônia de aniversário do Imperador Gojong.
O desaparecimento breve da independência do império coreano, no entanto, fez com que o hino não se torna-se amplamente disponível. Com a assinatura do Tratado de Eulsa em 1905, o império coreano estava já estava a caminho da sua anexação pelo Império do Japão.

## Alteração da letra
Embora a chamada versão "oficial" do hino nacional do império coreano tenha sido disponibilizada pelas forças japonesas de ocupação, a letra original do hino não foram redescobertas até depois do fim do período do governo japonês. (Veja também: Ocupação japonesa da Coreia).